# Rolf Wohlgemuth
Rolf Wohlgemuth (* 12. Januar 1925 in Oberschmiedeberg; † 1998) war ein deutscher Schriftsteller und Hörspielautor.

## Leben
Wohlgemuth arbeitete als Deutschlehrer und war ab 1980 als freiberuflicher Schriftsteller tätig. Er veröffentlichte historische Romane, Kriminalromane und Erzählungen. Seit Ende der 1960er Jahre sendete der Rundfunk der DDR regelmäßig Hörspiele von ihm. Für Auf der Schaukel erhielt er 1983 den DDR-Hörspielpreis. 1984 wurde er mit dem KuBa-Kulturpreis (Kurt Barthel) des Bezirkes Karl-Marx-Stadt ausgezeichnet.

## Werke
- Schwarzer Marathon Verlag Neues Leben Berlin, 1964
- Die Kobra, Militärverlag der DDR Berlin 1972
- Keiner weiß es, Militärverlag der DDR Berlin 1978
- Der Wald war eine Falle, historischer Kriminalroman, Greifenverlag Rudolstadt 1987, ISBN 978-3-7352-0064-8
- Blattschuß. Tatsachenroman und Dokumentation über den erzgebirgischen Wilderer Hubert Hippmann und seine Bande, Altis-Verlag Berlin 1999, ISBN 978-3-910195-23-3

## Hörspiele
- 1967: Verraten und verkauft – Regie: Peter Groeger (Original-Hörspiel – Rundfunk der DDR)
- 1969: Ein Kind zu früh – Regie: Helmut Molegg (Originalhörspiel – Rundfunk der DDR)
- 1972: ...und dann hinaus ins Leben – Regie: Theodor Popp (Originalhörspiel – Rundfunk der DDR)
- 1973: Eine Runde Papyrossi – Regie: Albrecht Surkau (Originalhörspiel, Kurzhörspiel – Rundfunk der DDR)
- 1973: Ein Enkel des Adam – Regie: Barbara Plensat (Originalhörspiel, Kurzhörspiel, Monolog – Rundfunk der DDR)
- 1973: Geschichten von Genossen: Sechs Hörspielepisoden und Kurzhörspiele, darunter: ...und dann hinaus ins Leben – Regie: Nicht angegeben (Hörspiel – Rundfunk der DDR)
- 1975: Deutsch und Geschichte – Regie: Joachim Staritz (Originalhörspiel, Kurzhörspiel – Rundfunk der DDR)
- 1975: Balzer – Regie: Klaus Zippel (Originalhörspiel – Rundfunk der DDR)
- 1976: Aprilschauer – Regie: Klaus Zippel (Originalhörspiel – Rundfunk der DDR)
- 1978: Der Ball ist rund – Regie: Günter Bormann (Originalhörspiel – Rundfunk der DDR)
- 1979: Das Festprogramm. Vier Kurzhörspiele von Lehrern und Schülern: Der Lehrer in Not – Regie: Klaus Zippel (Originalhörspiel – Rundfunk der DDR)
- 1980: Auf der Lokalseite – Regie: Klaus Zippel (Originalhörspiel – Rundfunk der DDR)
- 1982: Auf der Schaukel – Regie: Werner Grunow (Originalhörspiel – Rundfunk der DDR)
  - Auszeichnung: Hörspielpreis der Hörer, 1983
- 1983: Die Rundfahrt – Regie: Werner Grunow (Originalhörspiel – Rundfunk der DDR)
- 1984: Damals, als ich heimkam. Erinnerungen an einen Sommer – Regie: Walter Niklaus (Originalhörspiel – Rundfunk der DDR)
- 1985: Damals, als ich unterwegs war – Regie: Walter Niklaus (Originalhörspiel – Rundfunk der DDR)
- 1987: Der Wald war sein Schicksal – Regie: Walter Niklaus (Originalhörspiel, Kriminalhörspiel – Rundfunk der DDR)